# 哈尔特
哈尔特（德語：Hardt，德語發音：[haʁt]）是德国巴登-符腾堡州的一个市镇，属于弗赖堡行政区和罗特韦尔县。该市镇总面积为10.17平方千米，截至2023年12月31日总人口为2,545人。